# Maoritomella clupeispina
Maoritomella clupeispina é uma espécie de gastrópode do gênero Maoritomella, pertencente a família Borsoniidae.